# Dakotas
Pour les articles homonymes, voir Dakota.
Au sens large, on désigne par le terme de Dakotas tous les peuples également nommés Sioux.
Au sens strict, on appelle au contraire Dakotas les groupes sioux orientaux et centraux, qui parlent les dialectes du même nom et qui se placent aux côtés du groupe le plus occidental, formé par les Tetons, qui parlent, pour leur part, le dialecte lakota.

## Classification
Les Dakotas se partagent donc en deux grands groupements territoriaux et dialectaux :
- les Dakotas orientaux (Dakhóta), qui se qualifient comme "Isáŋyathi" ou "Isáŋathi"[1] (termes rendus il y a longtemps par les Européens comme Santees) et qui se subdivisent dans les quatre unités tribales suivantes dites, en forme européanisée, "tonwan":
  - Mdewákhathuŋwaŋ[2] (Mdewakanton, "Village du lac sacré"[3], le groupe peut-être originaire de toute la nation sioux)
  - Waȟpékhute (Wahpekute, "Archers des feuilles")[3]
  - Sisíthuŋwaŋ (Sisseton, probablement "Village des territoires de pêche")[3]
  - Waȟpéthuŋwaŋ (Wahpeton, "Village des feuilles")[3]

- les Dakotas occidentaux (Dakȟóta), qui étaient qualifiés comme "Wičhíyena" (ou "Wičhíyela" par les Tetons) et qui ont été pour plus d’un siècle classifiés de façon erronée comme Nakotas (et ils continuent encore de nos jours à l'être souvent) ; ils se subdivisent dans les deux "tonwans" suivants :
  - Iháŋktȟuŋwaŋ (Yankton, Village à la fin, ou au fond)[3]
  - Iháŋktȟuŋwaŋna (Yanktonai, "Petit village à la fin, ou au fond")[3].

Le dialecte dakhóta parlé par les Santees présente deux variantes régionales majeures, le santee à proprement parler et le sisseton-wahpeton. Il est donc aujourd’hui aussi appelé "santee-sisseton"; le dakota occidental (dakȟóta), lui aussi, présente deux variantes régionales  majeures, correspondantes aux deux "tonwans" indiqués ci-dessus, et est donc aujourd’hui appelé "yankton-yanktonai".
Chaque "tonwan" se subdivisait, à son tour, en groupes plus petits, d’ordinaire définis "oyáte" et souvent plutôt passagers. Les Yanktonais, en particulier, se divisent, encore de nos jours, en deux grands sous-groupes :
- les Yanktonais supérieurs (Upper Yanktonai), qui s’auto-désignent tout simplement "Iháŋktȟuŋwaŋna"[4] ou "Wičhíyena"[1] et parlent une variante ultérieure du sous-dialecte yanktonai
- les Yanktonais inférieurs (Lower Yanktonai), qui s'appellent eux-mêmes Húŋkpathina[4],[5].

## Histoire
Les Santees, qui constituaient le groupe sioux le plus oriental, opposèrent une barrière contre la pression des Chippewas, armés de fusils par les Français, et réussirent à garder en partie leurs terres ancestrales en marge des forêts du Minnesota, et se rendirent protagonistes, en particulier, du grand soulèvement sioux de 1862.

## Sources
- (en) Lewis, M. Paul (ed.), 2009. Ethnologue: Languages of the World, Sixteenth edition, Tex.: SIL International. Version en ligne: http://www.ethnologue.com/.
- (en) Parks, Douglas R., DeMallie, Raymond J., Sioux, Assiniboine and Stoney Dialects: A Classification, Anthropological Linguistics, Special Issue, Florence M. Voegelin Memorial Volume, Vol. 34:1-4, 1992.
- (en) Ullrich, Jan, New Lakota Dictionary : Lakhótiyapi-English / English-Lakhótiyapi & Incorporating the Dakota Dialects of Santee-Sisseton and Yankton-Yanktonai, Bloomington, Lakota Language Consortium, 2008  (ISBN 0-9761082-9-1)